# Sophie Lamon
Pour les articles homonymes, voir Lamon (homonymie).
Sophie Lamon est une escrimeuse suisse, née à Sion le 8 février 1985.

## Biographie
Aux Jeux olympiques d'été de 2000 à Sydney, à l'âge de 15 ans, elle devient la plus jeune athlète suisse médaillée olympique.
Pendant huit ans, elle s'entraîne à Paris sous la direction du maître d'armes Daniel Levavasseur.
Elle se marie en décembre 2009 avec Silvio Fernández, épéiste du Venezuela. Ils ont une fille, née en 2012.
Elle met un terme à sa carrière en janvier 2011, à 25 ans, en raison de problèmes récurrents à la hanche nécessitant une opération et une longue rééducation,.
Après avoir mis fin à sa carrière professionnelle, elle termine ses études et est engagée à plein temps en Juillet 2012 par la fédération suisse d'escrime (FSE) en tant que manager sportif de la FSE.

## Palmarès
- Jeux olympiques
  -  Vice-championne olympique par équipe à Sydney en 2000.

- Championnats du monde
  - 2000 Championne du monde cadette et championne d'Europe par équipe
  - 2001 Vice-championne du monde par équipe à Nîmes
  - 2005 Championne du monde junior individuelle et par équipe à Linz

- Championnats de Suisse d'escrime
  - 2001 : Championne suisse d'escrime à l'épée Individuelle